# Kamov Ka-8
O Kamov Ka-8 "Иркутянин" é um minúsculo helicóptero soviético, foi construído em 1947.
É o precursor do Ka-10. O Ka-8 é um monolugar com um motor com 27 hp M-76 e o combustível era álcool.